# La Meilleraie-Tillay
La Meilleraie-Tillay település Franciaországban, Vendée megyében. Lakosainak száma 1489 fő (2022. január 1.). La Meilleraie-Tillay Le Boupère, Chavagnes-les-Redoux, Monsireigne, Montournais, Pouzauges, Réaumur és Tallud-Sainte-Gemme községekkel határos.

## Népesség
A település népességének változása:
| Lakosok száma | 1590 | 1539 | 1557 | 1515 | 1498 | 1502 | 1498 | 1493 | 1489 |
|               | 2013 | 2015 | 2016 | 2017 | 2018 | 2019 | 2020 | 2021 | 2022 |